# Sara Conti
Sara Conti (* 2. August 2000 in Alzano Lombardo) ist eine italienische Eiskunstläuferin. Im Paarlauf wurde sie zusammen mit Niccolò Macii Europameisterin von 2023.

## Karriere
Conti begann ihre Karriere im Einzellauf. Sie gewann dort Bronzemedaillen beim Denkova-Staviski Cup 2018 in Sofia und bei der Sofia Trophy 2019.
In der Saison 2019/20 begann Conti das Paarlaufen zusammen mit Niccolò Macii. In den Jahren 2020 bis 2022 gewann das Paar Bronzemedaillen bei den italienischen Meisterschaften. Ihr Debüt in der ISU-Grand-Prix-Serie hatten sie beim Gran Premio D'Italia 2021, wo sie Siebte wurden. Ihr Debüt bei Eiskunstlauf-Europameisterschaften folgte 2022 in Tallinn, wo sie ebenfalls Siebte wurden. Die Qualifikation für die Olympischen Winterspiele 2022 verfehlten sie knapp hinter Nicole Della Monica/Matteo Guarise und Rebecca Ghilardi/Filippo Ambrosini, die für Italien im Paarlauf bei den Spielen antraten.
In der Saison 2022/23 qualifizierten sich Conti und Macii durch eine Silbermedaille bei der MK John Wilson Trophy und eine Bronzemedaille bei Skate Canada für das Grand-Prix-Finale in Turin. Mit Bronze gewannen sie dort die erste italienische Medaille im Paarlauf bei einem Grand-Prix-Finale. Bei den italienischen Meisterschaften 2023 gewannen sie ihren ersten nationalen Titel.
In der Grand-Prix-Serie 2023/24 wurde das Paar in beiden Wettbewerben Zweite, womit es sich für das Finale qualifizierte und dort ebenfalls die Silbermedaille gewann. Von den italienischen Meisterschaften musste das Paar seine Teilnahme zurückziehen. Sie wurden trotzdem für die Europameisterschaft 2024 aufgestellt und belegten dort den 6. Platz.

## Persönliches
Sara Conti ist mit ihrem Partner im Paarlauf, Niccolò Macii, verheiratet. Ihre sportlichen Vorbilder sind Tatjana Wolossoschar und Maxim Trankow.

## Ergebnisse
Zusammen mit Niccolò Macii im Paarlauf:
| Meisterschaft / Jahr                                                    | 2020    | 2021    | 2022    | 2023    | 2024    | 2025    |
| ----------------------------------------------------------------------- | ------- | ------- | ------- | ------- | ------- | ------- |
| Weltmeisterschaften                                                     |         |         |         | 3.      |         | 3.      |
| Europameisterschaften                                                   |         |         | 7.      | 1.      | 6.      | 2.      |
| Italienische Meisterschaften                                            | 3.      | 3.      | 3.      | 1.      | Z       | 1.      |
| Wettbewerb / Saison                                                     | 2019/20 | 2020/21 | 2021/22 | 2022/23 | 2023/24 | 2024/25 |
| GP Finale                                                               |         |         |         | 3.      | 2.      | 4.      |
| GP Cup of China                                                         |         |         |         |         |         | 1.      |
| GP Gran Premio D'Italia                                                 |         |         | 7.      |         |         |         |
| GP MK John Wilson Trophy                                                |         |         |         | 2.      |         |         |
| GP Skate Canada                                                         |         |         |         | 3.      |         |         |
| GP de France                                                            |         |         |         |         | 2.      | 2.      |
| GP Finnland                                                             |         |         |         |         | 2.      |         |
| CS Golden Spin of Zagreb                                                | 13.     |         |         |         |         |         |
| CS Nebelhorn Trophy                                                     |         |         | 10.     | 4.      |         |         |
| CS Warsaw Cup                                                           | 15.     |         | 7.      |         |         |         |
| GP = Grand Prix, CS = ISU-Challenger-Serie; Z = Teilnahme zurückgezogen |         |         |         |         |         |         |